# Nephodia veninotata
Nephodia veninotata är en fjärilsart som beskrevs av Paul Dognin 1908. Nephodia veninotata ingår i släktet Nephodia och familjen mätare. Inga underarter finns listade i Catalogue of Life.